# Louis-Sébastien Mercier
Louis-Sébastien Mercier (n. 6 iunie 1740, Paris, Regatul Franței – d. 25 aprilie 1814, Paris, Île-de-France, Franța) a fost un dramaturg și scriitor francez. 

## Tinerețe și educație
S-a născut la Paris într-o familie săracă: tatăl său era un artizan priceput care șlefuia spade și brațe metalice. Cu toate acestea, Mercier a beneficiat de o educație decentă. 

## Cariera literară
Mercier și-a început cariera literară scriind epistole eroice. El a ajuns devreme la concluzia că Nicolas Boileau și Jean Racine au distrus limba franceză și că adevăratul poet trebuie să scrie în proză. 
A scris piese de teatru, pamflete și romane și a publicat prodigios. Mercier folosea adesea pasaje de la o lucrare la alta și extindea eseuri pe care le-a scris anterior. Observațiile aprige ale lui Mercier asupra împrejurimilor sale și a senzației jurnalistice a scrisului său au însemnat că opera sa a rămas orbitoare în ciuda naturii compoziției sale. „Nu există un scriitor mai bun de consultat”, a scris Robert Darnton, „dacă cineva dorește să înțeleagă cum arăta Parisul, suna, mirosea și se simțea în ajunul Revoluției”. 
Cele mai importante dintre lucrările sale diverse sunt L’An 2440, rêve s’il en fut jamais (Anul 2440 sau un vis cum n-a mai fost, 1770), L’Essai sur l’art dramatique (1773), Néologie ou Vocabulaire (1801), Le Tableau de Paris (1781– 1788), Le nouveau Paris (1799), Histoire de France (1802) și Satire contre Racine et Boileau (1808). 
El a decretat tragedia franceză ca o caricatură a obiceiurilor antice și străine în versuri bombastice și a pledat pentru drame așa cum a fost înțeleasă de Diderot. Filozofilor le era complet ostil. El a negat că știința modernă a făcut vreun avans real; chiar și-a purtat conservatorismul până a susținut că Pământul era o câmpie circulară în jurul căreia se rotește Soarele. 
Mercier a scris vreo șaizeci de drame, printre care Jean Hennuyer (1772), La Destruction de la ligue (1782), Jennval (1769), Le Juge (1774), Natalie (1775) și La Brouette du vinaigrier (1775). 

### L'An 2440(Anul 2440)

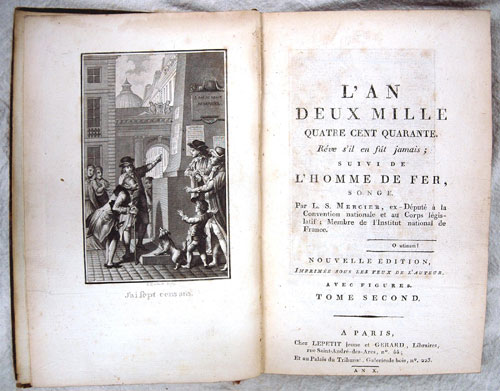
Louis-Sebastien Mercier; L'An Deux Mille Quatre Cent Qurance. Voi. a II; Paris: Lepetit Jeune et Gerard, 1802

L’An 2440, rêve s’il en fut jamais (literal, „Anul 2440: Un vis dacă a existat vreodată”, apărut în română ca Anul 2440 sau un vis cum n-a mai fost) este un roman utopic care are loc în anul 2440. O lucrare extrem de populară (a avut peste douăzeci și cinci de ediții după prima apariție în 1770), descrie aventurile unui bărbat fără nume, care, după ce a purtat o discuție aprinsă cu un prieten filosof despre nedreptățile Parisului, adoarme și se trezește într-un Paris al viitorului. Darnton scrie că „în ciuda caracterului său auto-proclamat de fantezie ... L'An 2440 ar trebui să fie citit ca un ghid serios al viitorului. Acesta a oferit o perspectivă uimitoare nouă: viitorul ca fait accompli și prezentul ca trecutul îndepărtat. Cine ar putea rezista tentației de a participa la un astfel de experiment gânditor? Și odată angajat în el, cine nu a putut să vadă că expune putrezirea societății în fața ochilor săi, Parisul secolului al XVIII-lea? " 
Eroul lui Mercier remarcă tot ceea ce îi surprinde fantezia în acest Paris futurist. Spațiul public și sistemul de justiție au fost reorganizate. Gunoiul cetățenilor săi este confortabil și practic. Spitalele sunt eficiente și se bazează pe știință. Nu există călugări, preoți, prostituate, cerșetori, maeștri dansatori (adică profesori), bucătari de patiserie, armate gata de luptă, sclavie, arest arbitrar, taxe, bresle, comerț exterior, cafea, ceai sau tutun și toată literatura inutilă și imorală scrisă anterior a fost distrusă. 
Viitorul lui Mercier nu este deloc utopic. Extremele bogăției și sărăciei au fost abolite; cu toate acestea, săracii încă există. Există o dezvoltare economică mică, iar populația Franței a crescut doar cu 50%. 

## Opinii politice
În politică a fost moderat și, ca membru al Convenției, a votat împotriva pedepsei cu moartea pentru Ludovic al XVI-lea. În timpul terorii iacobine, a fost închis, dar a fost eliberat după căderea lui Robespierre, pe care l-a numit „Sanguinocrat” (aproximativ cu sensul de Conducător prin vărsare de sânge). 

## Lucrări
- 1760: Hécube à Pyrrhus, héroïde, s.l.
- 1762: Hypermnestre à Lyncée, héroïde, s.l.
- 1762: Canacée à Macarée et Hypermnestre à Lyncée, héroïdes nouvelles par l’auteur d’Hécube, s.l.
- 1762: Philoctète à Péan, son père, héroïde, s.l.
- 1763: Crizéas et Zelmine, poème, s.l.
- 1763: Épître d’Héloïse à Abailard, imitation nouvelle de Pope, London
- 1763: Médée à Jason, après le meurtre de ses enfants, héroïde, suivi d’un morceau tiré de Dante, s.l.
- 1763: Sénèque mourant à Néron, héroïde, s.l.
- 1763: Le Bonheur des gens de lettres, discours, Bordeaux
- 1764: Discours sur la lecture, Paris
- 1764: Saint-Preux à Wolmar après la mort de Julie, ou dernière lettre du roman de la Nouvelle Héloïse, Paris
- 1764: La Boucle de cheveux enlevée, poème héroï-comique de Pope, trad., Amsterdam
- 1764: Héroïdes et autres pièces de poésie, Paris
- 1765: Calas sur l’échafaud à ses juges, poème, s.l.
- 1765: Éloge de René Descartes, Genève et Paris, Chez la Vve Pierres
- 1766: Le Génie, poème, Londra și Paris
- 1766: Discours sur les malheurs de la guerre et les avantages de la paix, The Hague
- 1766: Histoire d’Izerben, poète arabe, trad. de l’arabe, Amsterdam and Paris, Cellot
- 1767: Éloge de Charles V, roi de France surnommé Le sage, Amsterdam
- 1767: Les Amours de Chérale, poème en six chants, suivi du bon génie, Amsterdam
- 1767: Lettre de Dulis à son ami, Londra și Paris, Vve Duchesne
- 1767: L’Homme sauvage, histoire trad. de Pfeil, Amsterdam
- 1767: La Sympathie, histoire morale, Amsterdam
- 1767: Virginie, tragédie en cinq actes, Paris, Vve Duchesne
- 1768: Que notre Âme peut se suffire à elle-même, épître philosophique qui a concouru pour le prix de l’Académie française, in 1768, Londra
- 1768: Contes moraux, ou les Hommes comme il y en a peu, Paris, Panckoucke
- 1768: Songes philosophiques, Londra și  Paris, Lejay
- 1768: Zambeddin, histoire orientale, Amsterdam și Paris, Delalain
- 1768: Fragments d’un éloge de Henri IV, roi de France, Paris
- 1769: Les Cerises, conte en vers, Paris, Lejay
- 1769: Jenneval ou le Barnevelt français, five-act drama in prose, Paris
- 1770: Le Déserteur, drame en cinq actes et en prose, Paris, Lejay
- 1770: Songes d’un ermite, à l’Hermitage de Saint-Amour, Paris, Hardy
- 1770: Olinde et Sophronie, drame héroïque en cinq actes et en prose, Paris, Lejay
- 1771: L'An 2440, rêve s'il en fut jamais, Amsterdam, Van-Harrevelt
- 1772: Le Faux Ami, drame en trois actes en prose, Paris, Lejay
- 1772: L’Indigent, drame en quatre actes en prose, Paris, Lejay
- 1772: Jean Hennuyer, évêque de Lisieux, three-act drama, London
- 1773: Du théâtre ou Nouvel essai sur l’art dramatique, Amsterdam, E. van Harrevelt
- 1774: Childéric, premier roi de France, drame héroïque en trois actes, en prose, Londra & Paris, Ruault
- 1774: Le Juge, drame en trois actes, în proză, Londra & Paris, Ruault
- 1775: La Brouette du vinaigrier, drama în trei acte, London and Paris
- 1775: Nathalie, drame en quatre actes, Londra și Paris, Ruault
- 1775: Premier mémoire par le Sieur Mercier contre la troupe des Comédiens français, Paris, Vve Herissant
- 1775: Mémoire à consulter et consultation par le Sieur Mercier contre la troupe des comédiens ordinaires du Roi, Paris, Clousier
- 1776: Molière, five-act drama in prose, imitated from de Goldoni, Amsterdam și Paris
- 1776: Éloges et discours académiques qui ont concouru pour les prix de l’Académie française et de plusieurs autres académies, par l’auteur de l’ouvrage intitulé l’an deux mille quatre cent quarante, Amsterdam
- 1776: Jezzenemours, roman dramatique, Amsterdam
- 1776: Les Hommes comme il y en a peu et les Génies comme il n’y en a point, contes moraux orientaux, persans, arabes, turcs, anglais, français, etc., les uns pour rire, les autres à dormir debout, Nouv. éd. Bouillon, impr. de la Soc. Typographique, Neuchâtel
- 1776: Éloges et discours philosophiques, Paris
- 1777: Les Comédiens, ou le Foyer, comédie en un acte et en prose, Paris, Successeurs de la Vve Duchesne
- 1778: De la Littérature et des littérateurs suivi d’un Nouvel examen de la tragédie française, Yverdon
- 1778: Théâtre complet, Amsterdam
- 1778: La Vertu chancelante, ou la Vie de Mlle d’Amincourt, Liège și Paris
- 1779: Le Campagnard, ou le Riche désabusé, drame en deux actes et en prose, The Hague
- 1780: Le Charlatan, ou le docteur Sacroton, comédie-parade en un acte, en prose, The Hague and Paris, Vve Ballard et fils
- 1780: La Demande imprévue, three-act comedy, Paris, Vve Ballard et Vve Duchesne
- 1781: Tableau de Paris, Hambourg et Neuchâtel, S. Fauche
- 1781: L’Homme de ma connaissance, comedie în două acte în proză, Amsterdam and Paris, Vve Ballard et fils
- 1781: Le Gentillâtre, comedie în trei acte în proză, Amsterdam and Paris
- 1781: Le Philosophe du Port-au-Bled, s.l.
- 1782: Zoé, drame en trois actes, Neuchâtel, Impr. de la Société typographique
- 1782: Les Tombeaux de Vérone, drame en cinq actes, Neuchâtel, Impr. de la Société typographique
- 1782: La Destruction de la Ligue, ou la réduction de Paris, pièce nationale en quatre actes, Amsterdam and Paris)
- 1782: L’Habitant de la Guadeloupe, comedie în cinci acte, Neuchâtel, Impr. de la Société typographique
- 1783: Portraits des rois de France, Neuchâtel, Impr. de la Société typographique
- 1783: La Mort de Louis XI, roi de France, pièce historique, Neuchâtel
- 1784: Montesquieu à Marseille, Lausanne, J.-P. Heubach et Paris, Poinçot
- 1784: Mon Bonnet de nuit, Neuchâtel, Impr. de la Société typographique
- 1784: Charles II, roi d’Angleterre, en certain lieu, comédie très morale en cinq actes très courts, par un disciple de Pythagore, Venise [i.e. Paris]
- 1784: Les Hospices, s.l.
- 1785: L’Observateur de Paris et du royaume, ou Mémoires historiques et politiques, Londra
- 1785: Portrait de Philippe II, roi d’Espagne, Amsterdam
- 1785: Histoire d’une jeune Luthérienne, Neuchâtel, Impr. Jérémie Vitel
- 1786: L'An 2440, rêve s'il en fut jamais, 2e éd. suivi de l’Homme de fer, songe, Amsterdam
- 1786: Les Entretiens du Palais-Royal de Paris, Paris, Buisson
- 1787: Notions claires sur les gouvernements, Amsterdam
- 1788: Songes et visions philosophiques, Amsterdam and Paris
- 1788: Tableau de Paris, nouv. éd. corrigée et augmentée, Amsterdam
- 1788: Les Entretiens du jardin des Tuileries de Paris, Paris, Buisson
- 1788: La Maison de Molière, five-act comedy in prose, Paris, Guillot
- 1789: Lettre au Roi, contenant unprojet pour liquider en peu d’années toutes les dettes de l’État soulageant le peuple du fardeau des impositions, Amsterdam et Paris, chez les Marchands de nouveautés
- 1789: Adieux à l’année, s.l.n.d.
- 1790: Le Nouveau Doyen de Killerine, three-act comedy in prose, Paris
- 1790: Réflexions très importantes sur les nouvelles élections des municipalités, s.l.
- 1791: De Jean-Jacques Rousseau considéré comme l’un des premiers auteurs de la Révolution, Paris, Buisson
- 1791: Adresse de l’agriculture à MM. de l’Assemblée nationale régénératrice de l’Empire français, Paris, C.-F. Perlet
- 1792: Fragments de politique et d’histoire, Paris, Buisson
- 1792: Fictions morales, Paris, Impr. du Cercle social
- 1792: Le Vieillard et ses trois filles, three-act play in prose, Paris, Cercle social
- 1792: Le Ci-Devant noble, three-act comedy, Paris, Impr. du Cercle social
- 1792: Réflexions d’un patriote : Ier sur les assignats ; IIe sur les craintes d’une banqueroute nationale ; IIIe sur les causes de la baisse des changes étrangers ; IVe sur l’organisation de la garde nationale ; Ve sur les finances et impositions ; VIe sur les assemblées primaires ; VIIe sur les droits de patentes avec une Adresse aux Français, Paris, Impr. H.-J. Janse
- 1792: Les Crimes de Philippe II, roi d’Espagne, drame historique, s.l.
- 1793: Isotisme ou le Bon Génie, poème en prose suivi de la Sympathie, histoire morale, Paris
- 1793: Opinion de Louis Sébastien Mercier sur Louis Capet, Paris, Impr. de Restif
- 1793: Philédon et Prothumie, poème érotique suivi de fragments des Amours de Chérale, Paris
- 1794: Timon d’Athènes en cinq actes, en prose, imitation de Shakespeare, Paris, Impr. T. Gérard
- 1794: Fénelon dans son diocèse, pièce dramatique en trois actes et en prose, Paris, marchands de nouveautés
- 1796: Discours de L.-S. Mercier prononcé le 18 floréal sur René Descartes, Paris, Impr. Nationale
- 1796: Rapport fait au nom d’une commission spéciale sur l’enseignement des langues vivantes, Paris, Impr. Nationale
- 1796: Second Rapport fait au nom d’une commission spéciale sur l’enseignement des langues vivantes, Paris, Impr. Nationale
- 1796: Rapport et projet de résolution au nom d’une commission, sur la pétition des peintres, sculpteurs, graveurs, architectes, relativement au droit de patente, Paris, Impr. Nationale
- 1796: Motion d’ordre et discours sur le rétablissement d’une loterie nationale, Paris, Impr. Nationale
- 1796: Opinion de L.-S. Mercier sur les sépultures privées, Paris, Impr. Bertrand-Quinquet
- 1797: Hortense et d’Artamon, two-act comedy in prose, Paris, Cercle social
- 1797: Le Libérateur, two-act comedy, Paris, Cercle social
- 1797: Opinion de L.-S. Mercier sur le message du Directoire, converti en motion, tendant à astreindre les électeurs au serment décrété pour les fonctionnaires publics, Paris, Impr. Bertrand-Quinquet
- 1798: Le Nouveau Paris, Paris, Fuchs
- 1798: Mon dictionnaire, s.l.n.d.
- 1799: L’An deux mille quatre cent quarante, rêve s’il en fût jamais, suivi de L’homme de fer, songe, Paris, Bresson et Casteret, Dugour et Durand
- 1801: Néologie ou Vocabulaire de mots nouveaux, à renouveler ou pris dans des acceptions nouvelles, Paris, Moussard. Nouvelle édition établie, présented and annotated by Jean-Claude Bonnet, Belin, 2009.
- 1802: Histoire de France, depuis Clovis jusqu’au règne de Louis XVI, Paris, chez Cérioux et Lepetit jeune
- 1803: Satyres contre les astronomes, Paris, Terrelonge
- 1804: Charité, Versailles, Ph.-D. Pierres, Paris, Bossange, Masson & Besson
- 1806: De l’impossibilité du système astronomique de Copernic et de Newton, Paris, Dentu
- 1806 L’Apollon pythique, ou des Arts matériellement imitatifs, Paris
- 1808: Satyres contre Racine et Boileau, Paris, Hénée
- 1809: La Maison de Socrate le sage, five-act comedy, prose, Paris, Duminil-Lesueur Read on line

## Vezi și
- Listă de dramaturgi francezi
- Listă de scriitori francezi